# HB솔루션
HB솔루션 주식회사(영어: HB Solution)는 대한민국의 디스플레이 분야에 특화된 전·후공정 제조장비 기업이다.

## 사업장 현황
- 본사: 충청남도 아산시 연암율금로 77-26 (음봉면)
- 대전지점: 대전광역시 유성구 테크노8로 33
- R&D 센터: 경기도 성남시 분당구 판교로255번길 35 (삼평동 613) A동 801호